# Reimar Lüst
Pour les articles homonymes, voir Lust.
Reimar Lüst, né le 25 mars 1923 dans l'ancienne ville de Barmen, aujourd'hui un district de la ville de Wuppertal et mort le 31 mars 2020, est un astrophysicien allemand, qui a été directeur général de l'Agence spatiale européenne.

## Biographie

### Jeunesse
Reimar Lüst est le fils d'un pasteur luthérien.
De 1933 à 1941, il fait des études secondaires à Cassel.

### Seconde Guerre mondiale
Pendant la Seconde Guerre mondiale, Reimar Lüst est mécanicien dans le sous-marin allemand U-528. Après le naufrage de l'U-Boot 528, le 11 mai 1943, il est fait prisonnier par les Américains qui le transférent aux États-Unis à Mexia au Texas.

### Formation universitaire
Après la guerre, Reimar Lüst rentre en Allemagne et suit des études de physique à l'université Johann-Wolfgang-Goethe de Francfort-sur-le-Main. En 1951, il obtient un doctorat de Physique théorique sous la direction du professeur Carl Friedrich von Weizsäcker et du professeur Werner Heisenberg de l'Institut Max-Planck de physique de Munich. En 1955, il reçoit une bourse d'études pour aller étudier à l'université de Chicago puis à université de Princeton. En 1956, Reimar Lüst devint le père du futur physicien Dieter Lüst, né à Chicago.

### Professorat
En 1959, Reimar Lüst est nommé professeur de physique de l'université de Munich. En 1965, il est nommé professeur honoraire de l'université technique de Munich. En 1992, il est nommé professeur à l'université de Hambourg.
En tant que professeur de mathématiques, il est invité dans plusieurs universités américaines pour des colloques et des conférences, notamment à l'université de New York, le Massachusetts Institute of Technology et le California Institute of Technology.

## Distinctions
- Officier de l'ordre national de la Légion d'honneur
- Officier de l'ordre national du Mérite
- Grand commandeur de l'ordre du Mérite de la République fédérale d'Allemagne
- Médaille Wilhelm Exner

## Directions et présidences
- De 1962 à 1964, directeur technique du Conseil européen de recherches spatiales ancêtre de l'Agence spatiale européenne ;
- De 1968 à 1970, vice-président du Conseil européen de recherches spatiales ;
- De 1963 à 1972, directeur de l'Institut Max-Planck de physique extraterrestre ;
- De 1969 à 1972, président du Conseil scientifique Wissenschaftsrat ;
- De 1972 à 1984, président de la société Max-Planck ;
- De 1984 à 1990, directeur général de l'Agence spatiale européenne ;
- De 1989 à 1999, président de la Fondation Alexander von Humboldt.